# Guam
Guam (/ˈɡwam/), in lingua chamorro Guåhan, è un territorio non incorporato degli Stati Uniti d'America, incluso nella lista delle Nazioni Unite dei territori non autonomi.
Si tratta di un'isola dell'Oceano Pacifico occidentale, la più grande e meridionale delle Marianne.
I suoi abitanti sono in massima parte chamorro, che la popolano da circa 3 500 anni.
La capitale è Hagåtña.

## Geografia
Guam si estende su un'area di 549 km². La parte nord è un altopiano di origine corallina, mentre la parte meridionale è collinare e di formazione vulcanica. Le barriere coralline circondano l'isola. Guam è la più meridionale delle Isole Marianne e la più grande isola della Micronesia. Essa è situata sull'arco insulare delle Marianne a strapiombo sull'omonima fossa che la circonda a sud e a ovest. L'isola può avere attività sismica e di recente si sono verificate scosse con epicentro vicino all'isola di magnitudo da 7,0 a 8,2 gradi. Il fiume più lungo dell'isola è l'Ugum lungo 11,467 km.

### Clima
Il clima è tropicale, caldo e umido con escursioni minime. La temperatura media annuale è di 26,7 °C e le precipitazioni si aggirano attorno ai 2180 mm l'anno. La stagione secca va da dicembre a giugno. Numerosi e fortissimi possono essere i tifoni tropicali, i mesi con più alto rischio sono ottobre e novembre.
Il 12 ottobre 1979 a ovest dell'isola fu misurata la più bassa pressione atmosferica del mondo: 870 hPa.

## Storia
L'isola fu visitata da Ferdinando Magellano nel 1521: a causa del comportamento della popolazione, l'esploratore portoghese la definì "isola dei ladroni" (ladrones). Nel 1565 l'isola fu dichiarata possedimento della Spagna e intitolata a San Juan (Isla de San Juan). Tra il 1668 e 1815, l'isola diventò un'importante tappa sulla rotta spagnola tra Filippine e Messico, ospitando un presidio militare (Forte Agaña o San Ignacio). Durante questo periodo, la cultura chamorro fu fortemente influenzata da quella spagnola.
In seguito alla guerra ispano-americana e con il trattato di Parigi del 1898, la Spagna fu costretta a cedere agli Stati Uniti d'America l'isola, insieme a Porto Rico e alle Filippine. Guam e le Marianne Settentrionali ebbero governi divisi. Ben presto Guam divenne il punto di appoggio per le navi che facevano rotta tra America e Filippine.
Durante la seconda guerra mondiale Guam fu attaccata e invasa dai giapponesi nel dicembre del 1941 e la Commissione per la Ridenominazione delle aree occupate la ribattezzò "Ōmiyatō" (ja.: 大宮島), cioè Isola del grande tempio. Gli Stati Uniti ne ritornarono in possesso con la battaglia di Guam che si svolse dal 21 luglio all'8 agosto 1944 (per questo, da allora, il 21 luglio viene considerato a Guam festività civile).
L'Organic Act del 1950 istituì Guam come territorio non incorporato degli Stati Uniti, stabilendo gli organi di governo locale e garantendo agli abitanti la cittadinanza statunitense ma lasciando una certa autonomia amministrativa, potendo eleggere sia il governatore sia i membri del Congresso.
Nel 1972 un soldato giapponese della seconda guerra mondiale, Shōichi Yokoi, venne ritrovato vivo sull'isola, dove aveva vissuto dal momento del suo arrivo a Guam con l'occupazione giapponese, e dove era sopravvissuto ignaro della fine del conflitto mondiale.

## Società

### Etnie
Guam ha una popolazione di 163 941 abitanti, in maggioranza chamorro (47%), filippini (25%) e altri asiatici (18%). I bianchi costituiscono solo il 10%. I chamorro, sebbene discendano da etnie differenti, sono principalmente indigeni e parlano una lingua propria.

### Lingue
Le lingue ufficiali sono l'inglese e il chamorro. La lingua spagnola è parlata da una parte della popolazione.

### Religione
La religione più praticata è quella cattolica, a cui aderisce più dell'85% della popolazione. Sull'isola è presente l'Arcidiocesi di Agana, creata l'8 marzo 1984 dalla precedente diocesi, a sua volta creata nel 1965 con i territori di un vicariato apostolico eretto nel 1911.

### Istruzione
A Mangilao è attiva dal 1952 l'Università di Guam.

## Sanità

### La SLA di Guam
L'isola è tristemente nota per l'elevata incidenza di una particolare forma di sclerosi laterale amiotrofica, chiamata Lytico-bodig disease o in gergo demenza di Guam, per la cui patogenesi è stato ritenuto come importante un fattore esogeno di natura alimentare associato alla assunzione di aminoacidi degeneri, legati a abitudini socio alimentari; è esclusa l'associazione a fattori genetici.
La SLA di Guam ha avuto un andamento epidemico: tra il 1900 e il 1975 la prevalenza della malattia era circa 100 volte superiore a quella del resto del mondo. Di fatto tra i maschi adulti della popolazione Chamorro (popolazione dell'isola di Guam) la prima causa di morte era la SLA.
Dunque, c'era una chiara associazione con un qualche fattore che non poteva essere un fattore genetico perché la popolazione Chamorro non era cambiata da un punto di vista genetico prima del 1900 e non era cambiata neanche dopo il 1975, ma la malattia ha iniziato a comparire nel 1900 ed è sparita nel 1975.
È stata avanzata un'ipotesi secondo cui negli ultimi anni dell'800 ci fu una grave carestia nell'isola di Guam a causa della quale gli indigeni dell'isola iniziarono a ricorrere al consumo di alimenti diversi, in particolare di una pianta, che appartiene alla famiglia delle Cycas e che produce dei semi che possono essere pestati, ridotti in farina per produrre pane o prodotti simili. È un legume. Questa pianta sappiamo adesso che contiene una neurotossina, la beta-metil-ammino-alanina (BMAA), che si accumula nei tessuti e ha un'azione neurotossica. Gli indigeni sapevano sicuramente che alcune procedure, tipo di lavaggio dei semi o di cottura prima della riduzione in farina, eliminavano questa neurotossina; infatti in alcune regioni del mondo si utilizza ancora per l'alimentazione senza particolari problemi.
Quello che non sapevano è che questa pianta veniva mangiata da una volpe volante, ovvero un pipistrello con un'apertura alare di circa 1,5 metri. Pertanto, dopo la carestia del XIX secolo, le volpi volanti sono diventate parte integrante della dieta degli indigeni Chamorro sull'isola di Guam. Il problema è che questi animali mangiando queste piante mangiavano anche questa neurotossina che una volta introdotta andava incontro a un processo di biomagnificazione nei tessuti, in particolare nell'adipe di questi pipistrelli.
La malattia comparve perché la popolazione Chamorro iniziò a mangiare i pipistrelli in risposta a questa carestia e scomparve perché nel 1944 l'isola di Guam fu occupata dalla marina americana, che per costruire una base navale e un aeroporto disboscò l'isola, i pipistrelli non ebbero più il loro habitat naturale e sparì la SLA.

## Suddivisione amministrativa
Guam è divisa in diciannove municipalità chiamate villaggi.

### Elenco dei villaggi

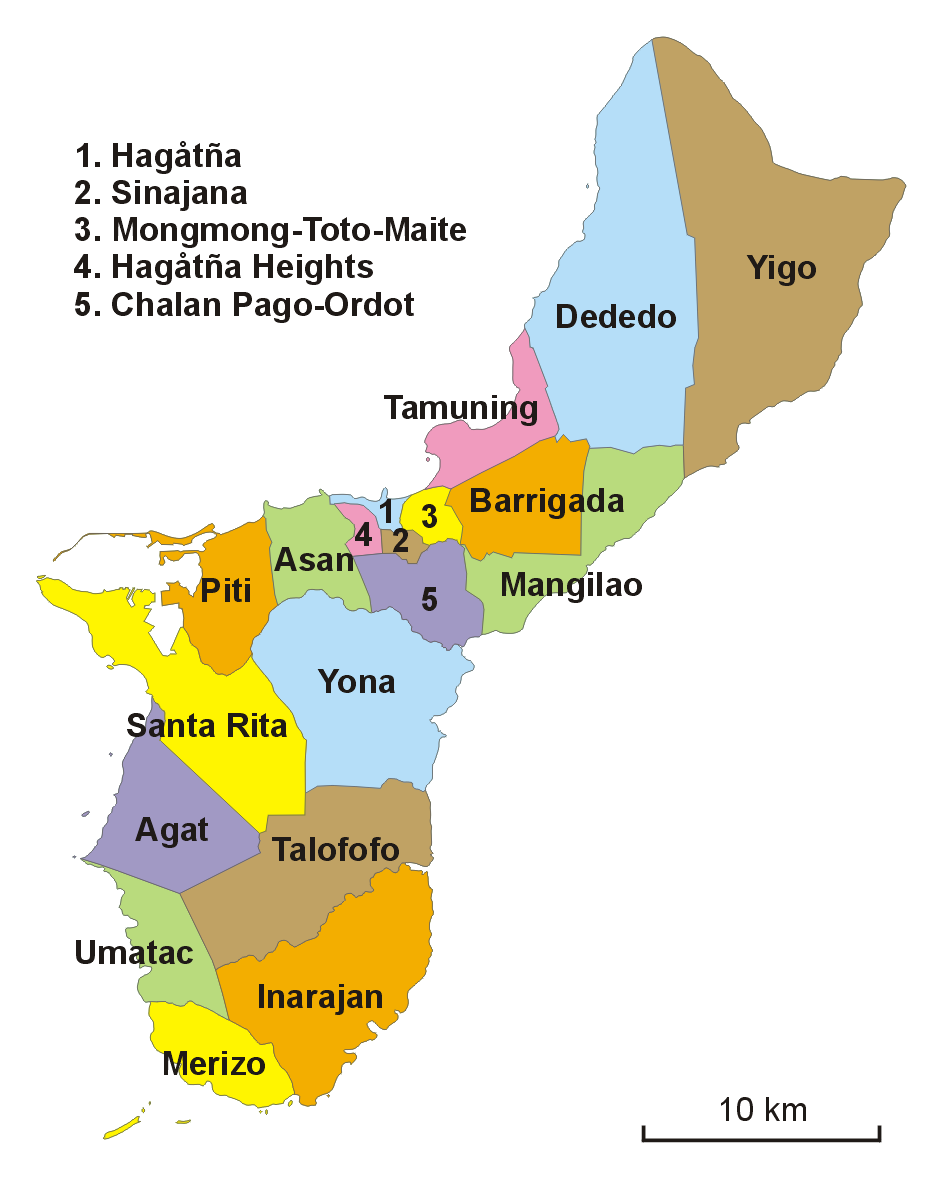
Municipalità di Guam, 2006

| Villaggio                | Area km² | Popolazione (cens. 2000) | Regione | Pop. Densità |
| ------------------------ | -------- | ------------------------ | ------- | ------------ |
| Agana Heights            | 2,68     | 3 940                    | Central | 1 470        |
| Agat                     | 27,19    | 5 656                    | South   | 210          |
| Asan-Maina               | 14,35    | 2 090                    | Central | 150          |
| Barrigada                | 21,96    | 8 652                    | Central | 390          |
| Chalan-Pago-Ordot        | 14,73    | 5 923                    | Central | 400          |
| Dededo                   | 79,16    | 42 980                   | North   | 540          |
| Hagåtña                  | 2,33     | 1 100                    | Central | 470          |
| Inarajan                 | 48,82    | 3 052                    | South   | 60           |
| Mangilao                 | 26,45    | 13 313                   | Central | 500          |
| Merizo                   | 16,39    | 2 152                    | South   | 130          |
| Mongmong-Toto-Maite      | 4,79     | 5 845                    | Central | 1 220        |
| Piti                     | 19,26    | 1 666                    | Central | 90           |
| Santa Rita               | 41,89    | 7 500                    | South   | 180          |
| Sinajana                 | 2,20     | 2 853                    | Central | 1 300        |
| Talofofo                 | 45,81    | 3 215                    | South   | 70           |
| Tamuning (incluso Tumon) | 14,66    | 18 012                   | North   | 1 230        |
| Umatac                   | 16,63    | 887                      | South   | 50           |
| Yigo                     | 91,71    | 19 474                   | North   | 210          |
| Yona                     | 52,53    | 6 484                    | South   | 120          |
| Guam                     | 543,52   | 154 794                  |         | 99           |

## Politica
Guam è un territorio degli Stati Uniti. Esso tuttavia si amministra autonomamente dal 1950, quando il Guam Organic Act of 1950 autorizzò l’istituzione di un governatore, eletto direttamente ogni quattro anni, e di una Legislatura eletta ogni due anni, entrambi aventi funzioni molto simili a quelle delle istituzioni di un effettivo Stato federato.
Nei riguardi dei rapporti con gli Stati Uniti, Guam è strettamente dipendente da quest’ultimi per affari esteri, cittadinanza, conio, commercio e difesa, nonché per il generale sostentamento dell’isola. Gli abitanti nati a Guam sono considerati statunitensi e possono andare sulla terra ferma senza limitazioni e votare per un proprio membro non-votante alla Camera dei rappresentanti degli Stati Uniti. Non possono tuttavia votare nelle elezioni presidenziali.

## Economia
L'economia di Guam dipende principalmente dal turismo, specie giapponese (90%), e dalla presenza di installazioni militari statunitensi. Inoltre Guam riceve ampi trasferimenti dall'erario del Tesoro degli USA, al quale Guam non versa tasse.
I maggiori settori industriali sono: la raffinazione del petrolio, la riparazione delle navi e altre industrie connesse alle installazioni militari. Anche l'agricoltura (specie nelle fertili alture vulcaniche del sud) e la pesca sono relativamente sviluppate. Vengono prodotte buone quantità di materiali tessili, cemento e plastica.
Sebbene l'economia di Guam sia in rapida ascesa, esiste un tasso di disoccupazione del 14%, e l'amministrazione è in passivo di 314 milioni di dollari (dati del 2003).

## Infrastrutture e trasporti
Guam è servita dall'Aeroporto Internazionale di Guam. Sull'isola sono presenti varie basi militari di importanza strategica. Le basi ospitano, talvolta, bombardieri strategici quali B-52 e B-1 e molti aerei militari provenienti dalle portaerei che spesso stazionano nell'area. Si segnala in particolare la presenza, nella base navale Apra, di tre sottomarini della classe Los Angeles: il City Of Corpus Christi, lo Houston e il Buffalo. Terminati i lavori di ristrutturazione della base aerea Andersen, è atteso il posizionamento permanente di droni Global Hawk, di KC-135 e aerei da caccia. Alla luce della nuova dottrina Usa, espressa nel documento Sustaining U.S. Global Leadership: Priorities for 21st century defense, la base di Guam è destinata ad avere un ruolo crescente, come già affermato nel 2003 dall'Ammiraglio T.B. Fargo, allora alla testa dello U.S. Pacific Command. Guam permette di collegare l'asse Giappone-Taiwan-Filippine per via aerea in tre ore e in due o tre giorni via mare.

## Sport

### Calcio
La Federazione calcistica nazionale è nata nel 1975, anno d'esordio della nazionale di calcio, che è attualmente una delle più deboli al mondo occupando il quintultimo posto del ranking mondiale FIFA. Il primatista di reti e presenze è Jason Cunliffe.